# Schwarzbach (Lausitz)

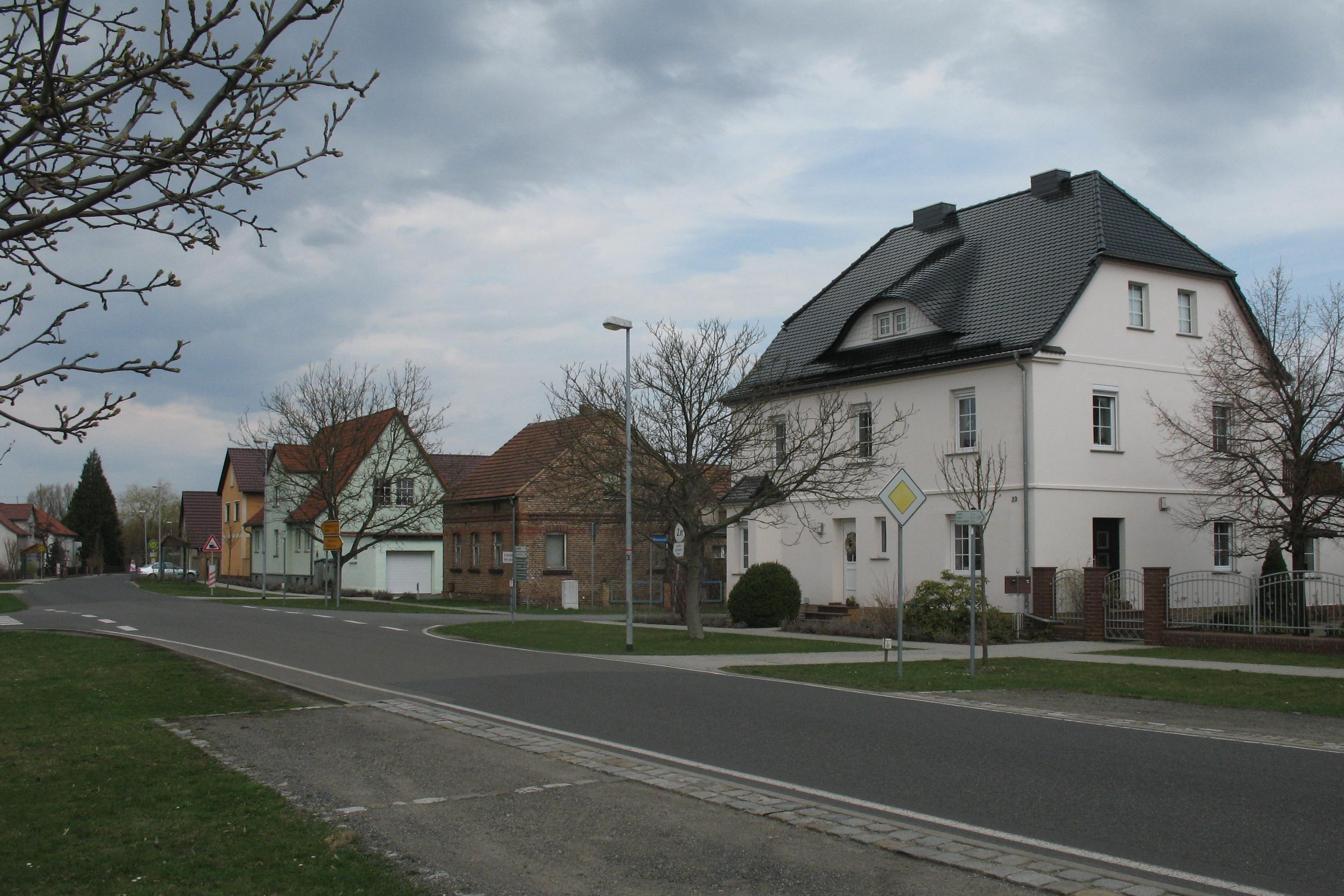
Ortsansicht

Schwarzbach (obersorbisch Čorna Woda) ist eine Gemeinde im Süden des Landkreises Oberspreewald-Lausitz im Land Brandenburg. Sie wird durch das Amt Ruhland verwaltet.

## Geografie
Die Gemeinde ist etwa 10 Kilometer südlich von Senftenberg gelegen. Sie befindet sich im Lausitzer Seenland, südlich vom Senftenberger See. Schwarzbach liegt in der nordwestlichen Oberlausitz. Durch den Ortsteil Biehlen fließt die Schwarze Elster.

## Gemeindegliederung
Zur Gemeinde Schwarzbach gehört der bewohnte Gemeindeteil Biehlen.

## Geschichte
Schwarzbach wurde 1455 erstmals erwähnt.
Schwarzbach gehörte seit 1816 zum Spremberg-Hoyerswerdaer Kreis in der preußischen Provinz Brandenburg. Der südliche Teil dieses Kreises wurde 1825 als Kreis Hoyerswerda abgespalten und wechselte in die Provinz Schlesien. Da der Landkreis westlich der Oder-Neiße-Linie lag, wurde er 1945 Teil der sowjetischen Besatzungszone und in das Land Sachsen eingegliedert. 1950 wechselte die Gemeinde in den Landkreis Senftenberg im Land Brandenburg. Im Jahr 1952 kam Schwarzbach zum neugegründeten Kreis Senftenberg im DDR-Bezirk Cottbus (1990–1993 im Land Brandenburg). Seit der Kreisreform 1993 liegt die Gemeinde im Landkreis Oberspreewald-Lausitz.
1974 wurden die Gemeinden Biehlen und Guteborn in die Gemeinde Schwarzbach eingegliedert, letztere wurde am 6. Mai 1990 wieder ausgemeindet.

## Bevölkerungsentwicklung
| Jahr | Einwohner |
| ---- | --------- |
| 1875 | 350       |
| 1890 | 390       |
| 1910 | 500       |
| 1925 | 501       |
| 1933 | 507       |
| 1939 | 520       |

| Jahr | Einwohner |
| ---- | --------- |
| 1946 | 0 618     |
| 1950 | 0 611     |
| 1964 | 0 588     |
| 1971 | 0 581     |
| 1981 | 1 503     |
| 1985 | 1 436     |

| Jahr | Einwohner |
| ---- | --------- |
| 1990 | 735       |
| 1995 | 745       |
| 2000 | 782       |
| 2005 | 778       |
| 2010 | 725       |
| 2015 | 671       |

| Jahr | Einwohner |
| ---- | --------- |
| 2020 | 664       |
| 2021 | 649       |
| 2022 | 642       |
| 2023 | 651       |
| 2024 | 654       |

Gebietsstand des jeweiligen Jahres, Einwohnerzahl: Stand 31. Dezember (ab 1991), ab 2011 auf Basis des Zensus 2011, ab 2022 auf Basis des Zensus 2022

## Politik

### Gemeindevertretung
Die Gemeindevertretung von Schwarzbach besteht aus acht Gemeindevertretern und dem ehrenamtlichen Bürgermeister. Die Kommunalwahl am 9. Juni 2024 führte bei einer Wahlbeteiligung von 78,6 % zu folgendem Ergebnis:
| Partei / Wählergruppe          | Stimmenanteil | Sitze |
| ------------------------------ | ------------- | ----- |
| Unabhängige Wählergemeinschaft | 100 %         | 8     |

### Bürgermeisterinnen und Bürgermeister
- 1998–2019: Gabriele Theiss (SPD)[9]
- 2019–2022: Maria Pfiszterer (Einzelbewerberin)[10]
- seit 2022: Karl-Heinz Marschka (Unabhängige Wählergemeinschaft)

Marschka wurde bei der Bürgermeisterwahl am 9. Juni 2024 ohne Gegenkandidat mit 88,1 % der gültigen Stimmen für eine Amtszeit von fünf Jahren gewählt.

## Sehenswürdigkeiten und Kultur
In der Liste der Baudenkmale in Schwarzbach (Lausitz) und in der Liste der Bodendenkmale in Schwarzbach (Lausitz) stehen die in der Denkmalliste des Landes Brandenburg eingetragenen Denkmale.
Schwarzbach hat eine eigene „Dorfhymne“, das „Schwarzbachlied“ von Lehrer P. Borrmann.

### Bauwerke
In Schwarzbach befindet sich ein Gutshaus, das ungefähr 1650 erbaut wurde. Davor steht ein Kriegerdenkmal für die Gefallenen des Ersten Weltkriegs.

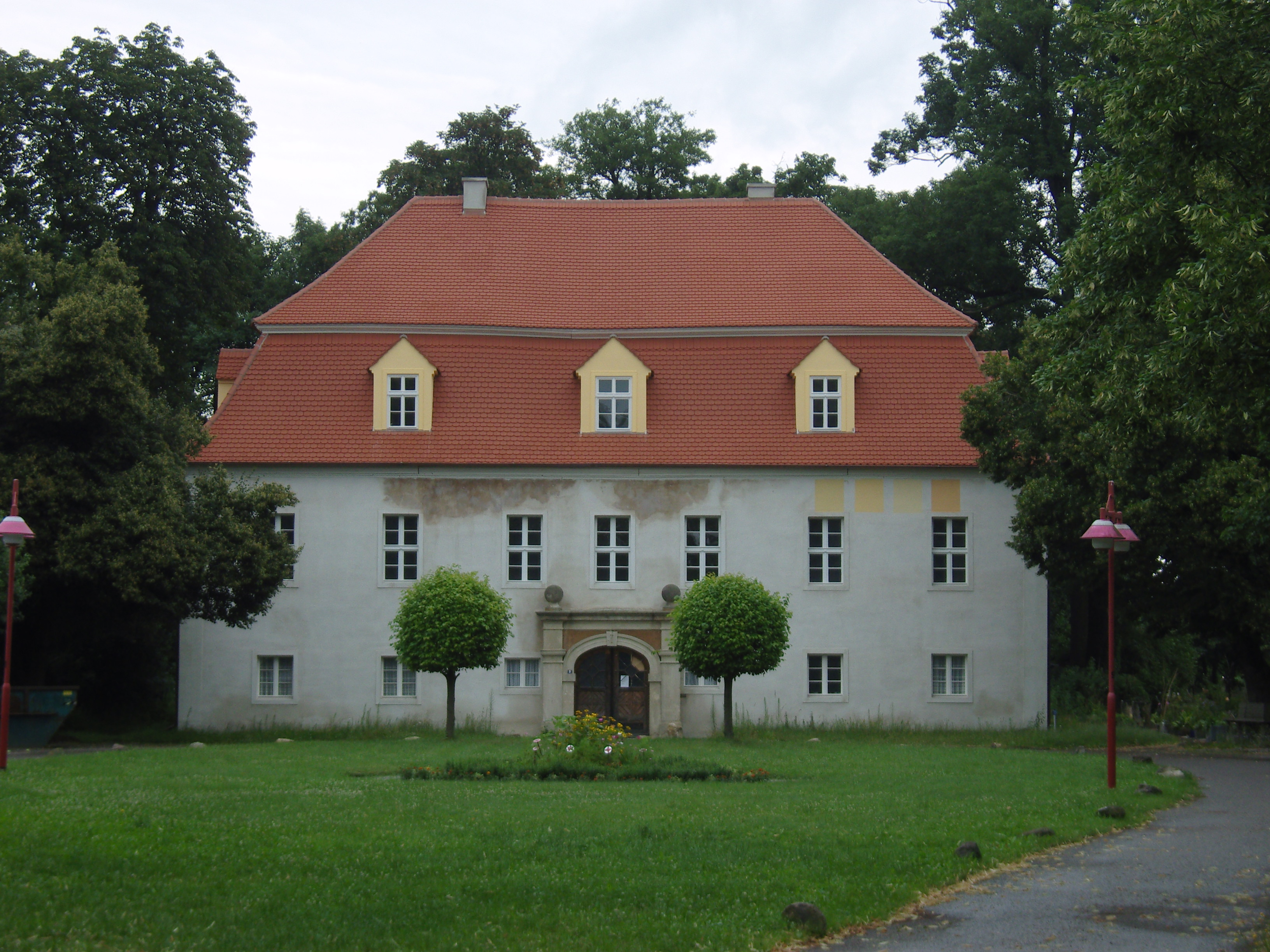
Gutshaus
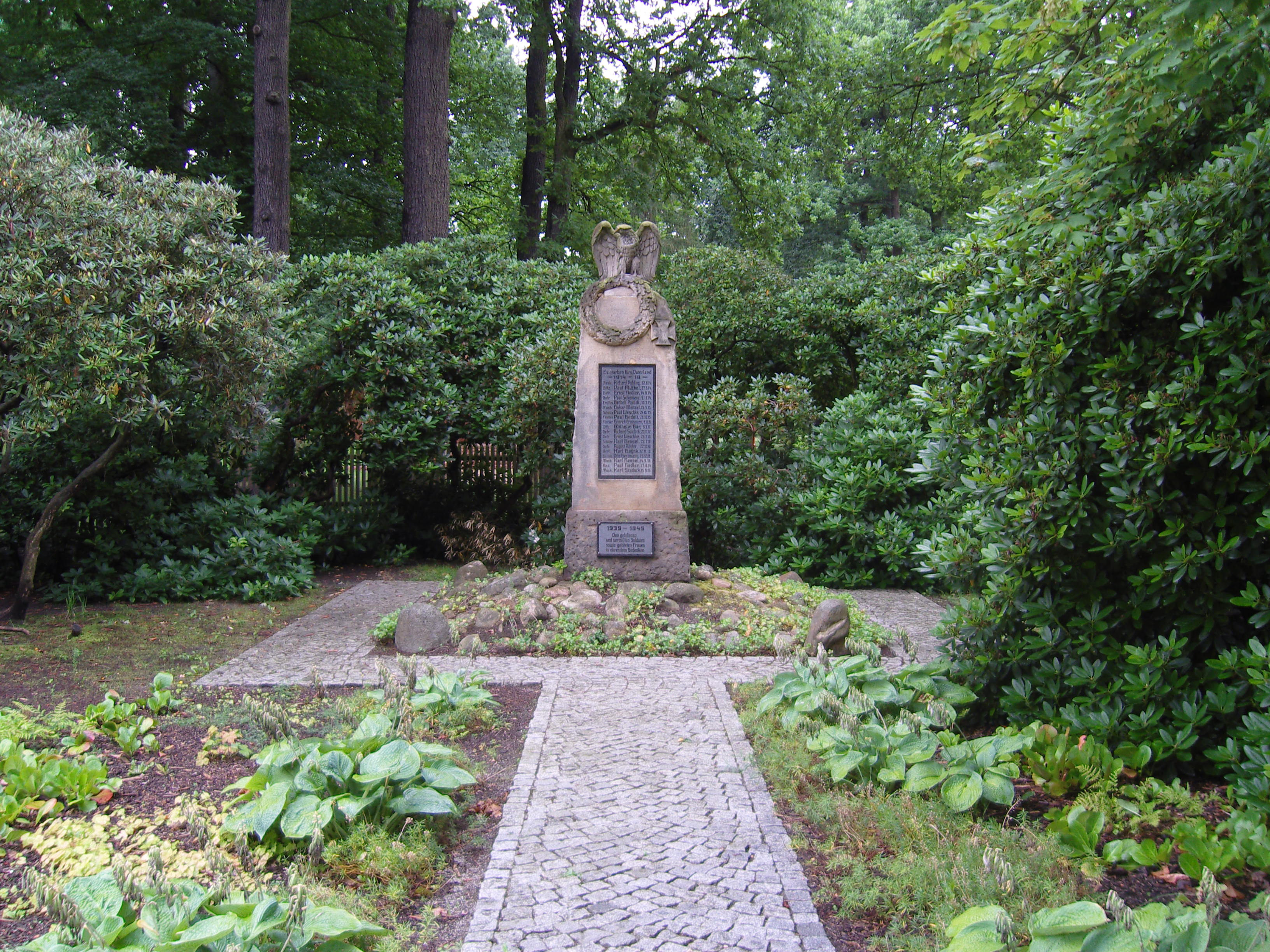
Kriegerdenkmal
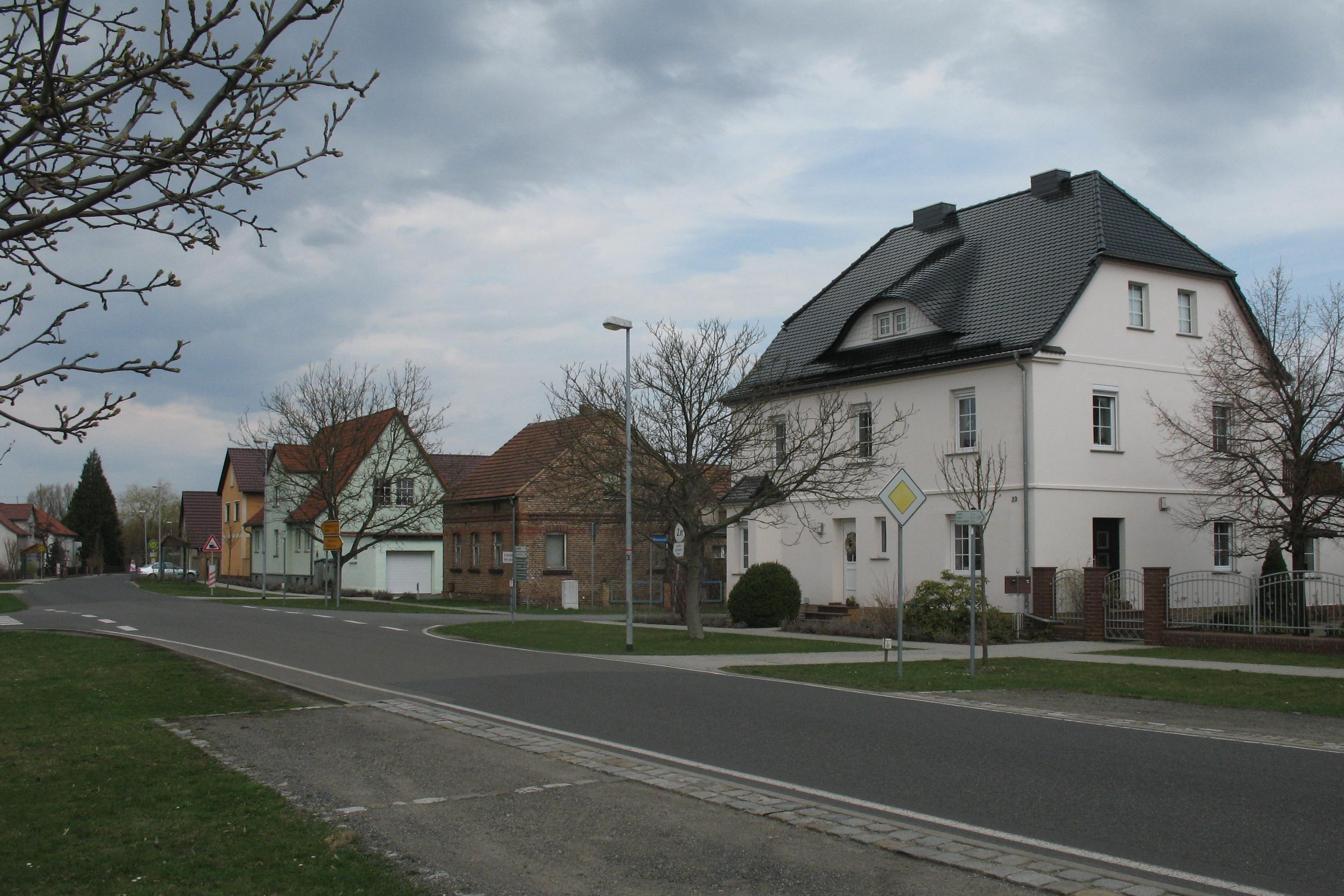
Hauptstraße

### Regelmäßige Veranstaltungen
- Dorf- und Schützenfest am ersten Wochenende im September 
  - mit Dorftheater[14]
- Amtssängertreffen: Seit 29. April 2000 laden sich die Chöre des Amtes Ruhland jährlich reihum zu einem gemeinsamen Konzert.[15][16] Der Gemischte Chor Schwarzbach war bisher Gastgeber der Amtssängertreffen 2000, 2005, 2011 und 2016.

## Verkehr
Schwarzbach liegt an der Landesstraße L 581 zwischen Ruhland und Lauta. Die nächstgelegene Autobahnanschlussstelle ist Ruhland  an der A 13 Berlin–Dresden.
Der Haltepunkt Schwarzbach (b Ruhland) lag an der Bahnstrecke Węgliniec–Roßlau und wird von den Zügen ohne Halt durchfahren.
Im nahe gelegenen Schwarzheide befindet sich ein Verkehrslandeflugplatz der Kategorie II.